# أوربان
أوربان هي قرية في مقاطعة سلماس، إيران. عدد سكان هذه القرية هو 1,003 في سنة 2006.